# 高田三郎 (哲学者)
高田 三郎（たかだ さぶろう、1902年11月14日 - 1994年5月12日）は、日本の西洋哲学史（中世哲学）研究者、京都大学名誉教授。

## 経歴
大阪府に生まれる。1927年（昭和2年）京都帝国大学文学部哲学科（西洋古代中世哲学専攻）卒業。同年大学院に進学。1929年（昭和4年）から1932年（昭和7年）までの3年間ヨーロッパに留学し、オックスフォード大学のウィリアム・デイヴィッド・ロスや、ベルリン大学のヴェルナー・イェーガーらのもとで西洋古典哲学を学んだ。
帰国後に広島文理科大学哲学科に講師として赴任。1936年（昭和11年）同大助教授、1947年（昭和22年）より京都大学文学部助教授、1950年（昭和25年）同大教授、1966年（昭和41年）定年退官し名誉教授。1927年に創設された京都大・哲学哲学史研究第五講座（古代中世哲学史）から分割独立する形で、1947年に開講した第六講座（中世哲学史）初代教授として招聘され退官まで勤務。任期中にスコラ哲学を中心とした研究を行い、アリストテレスの翻訳や、トマス『神学大全』の翻訳を開始。日本での西洋中世哲学研究の水準を大きく高めた。退官後は橘女子大学初代学長 (1967 - 1974)となった。
1994年5月12日に群馬県吾妻郡中之条町の病院で、気管支肺炎のために亡くなった。墓所は京都市左京区の法然院。

## 著作
- 「十三世紀論理学書の「スポジチオ論」に見られる命題分析の問題とトマス・アクィナスの態度」『西洋中世思想の研究 : 石原謙先生献呈論文集』岩波書店。1965年。217-236頁。NDLJP:2970748

## 翻訳
- ヘルマン・コーエン『プラトンのイデア論と数学 : 哲学論叢 17』岩波書店、1928年。NDLJP:1051773
- 『アリストテレス全集 第12巻 ニコマコス倫理学』河出書房、1938年。NDLJP:1260643
岩波文庫、1979年。上 ISBN 978-4003360415 / 下 ISBN 978-4003360422
- 『プラトンの自叙伝』弘文堂（アテネ文庫 第83）、1949年。NDLJP:1160248。ASIN B000JBJBGE
- トマス・アクィナス『神學大全』創文社、1960 - 1996年
第9冊まで担当、1・2冊目以外は山田晶、日下昭夫、山本清志、大鹿一正、横山哲夫、村上武子と共訳
講談社「創文社オンデマンド叢書」に移行[注釈 1]。オンデマンド版および電子書籍（Kindle版ほか、2022年）
  - 第1冊 (第1部 第1-13問題)。NDLJP:2968757
  - 第2冊 (第1部 第14-26問題)。NDLJP:2969014
  - 第3冊 (第1部 第27-43問題)。
  - 第4冊 (第1部 第44-64問題)。NDLJP:2983215
  - 第5冊 (第1部 第65-74問題)。NDLJP:2969015
  - 第6冊 (第1部 第75-89問題)。NDLJP:2969016
  - 第7冊 (第1部 第90-102問題)。NDLJP:2969017
  - 第8冊 (第1部 第103-119問題)。NDLJP:2983179
  - 第9冊 (第2-1部 第1-21問題)。NDLJP:2983228